# Mental Funeral
Mental Funeral (česky Mentální pohřeb) je druhé studiové album americké death metalové skupiny Autopsy (Pitva). Vydáno bylo v roce 1991 hudebním vydavatelstvím Peaceville Records. Bylo nahráno ve studiu Different Fur v kalifornském San Franciscu ve spolupráci s producentem Paulem Halmshawem. Frontman kapely Chris Reifert v době, kdy ostatní kapely (Death, Morbid Angel, ...) pilovaly death metal do různých variací, šel opačným směrem, chtěl vytvořit nepředstavitelný nejhorší shit. Album je ovlivněno doom metalem a dočkalo se dalších vydání.

## Seznam skladeb
1. "Twisted Mass of Burnt Decay" – 2:14
2. "In the Grip of Winter" – 4:09
3. "Fleshcrawl" – 0:35
4. "Torn from the Womb" – 3:19
5. "Slaughterday" – 4:13
6. "Dead" – 3:37
7. "Robbing the Grave" – 4:20
8. "Hole in the Head" – 6:03
9. "Destined to Fester" – 4:33
10. "Bonesaw" – 0:46
11. "Dark Crusade" – 4:02
12. "Mental Funeral" – 0:32

## Sestava
- Chris Reifert – vokály, bicí
- Danny Coralles – kytara
- Eric Cutler – kytara, doprovodné vokály na songu "Slaughterday"
- Steve Cutler – baskytara